# Dagar med Knubbe
Dagar med Knubbe är en barnbok av Maud Reuterswärd, utgiven första gången 1970 på Bonniers. Boken översattes till danska 1971, tyska 1973, engelska 1980 och nederländska 1982. Boken baserades på ett radiomanus och gjordes som TV-serie i sex delar 1978 i regi av Peter Schildt. I tv-serien är Knubbes riktiga namn Ernesto Maria Hansson, i boken heter han Ernesto Fabricio Hansson.